# Greifswalder Oie

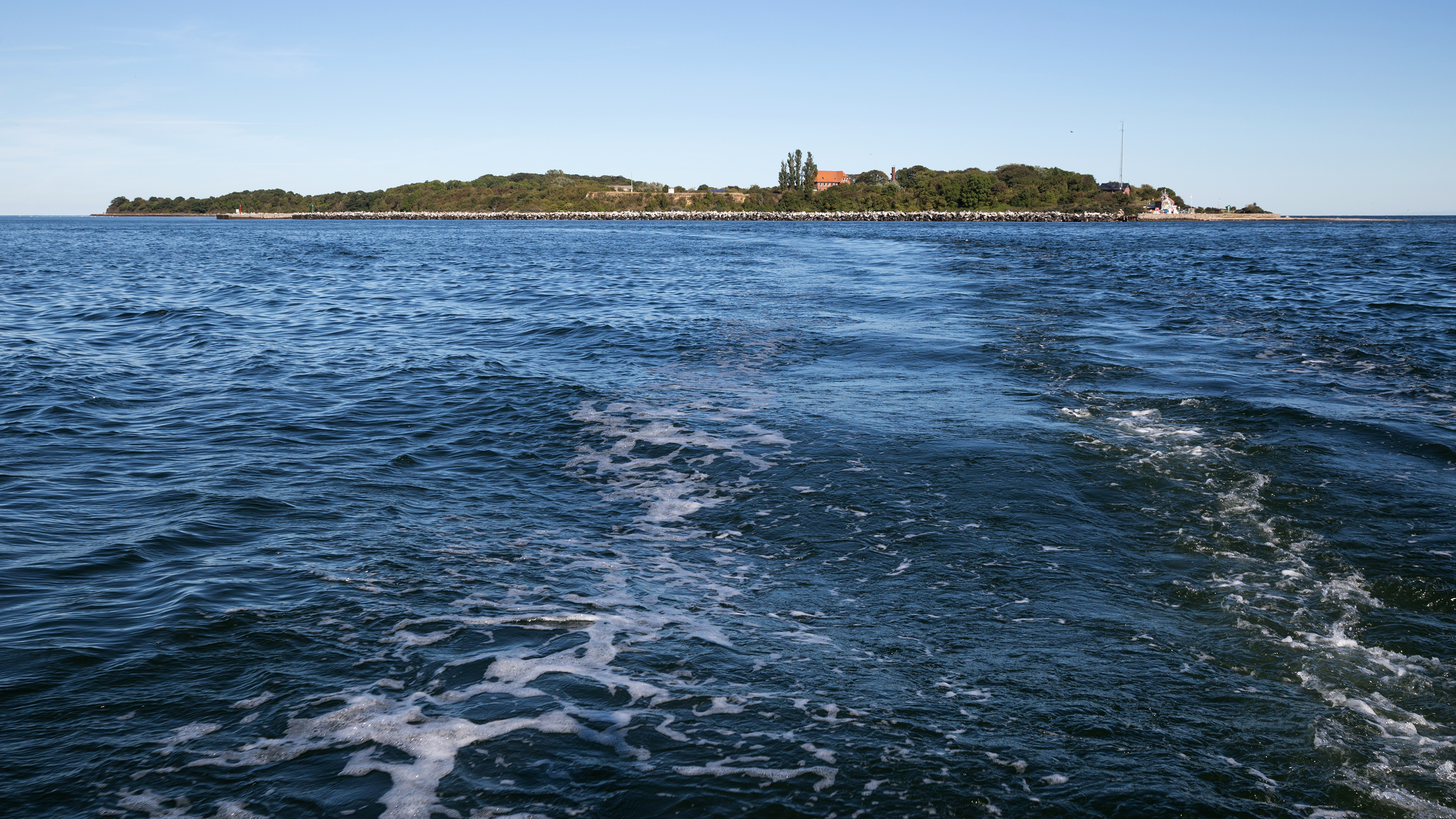
Vista de Greifswalder Oie, 2016.

Greifswalder Oie (literalmente "ilha de Greifswald") é uma pequena ilha no Mar Báltico, localizada a leste de Rügen, na costa alemã. A ilha cobre uma área de cerca de 54 hectares. A ilha faz parte do município de Kröslin.

## Geografia
Greifswalder Oie tem cerca de 1.550 metros de comprimento, no máximo 570 metros de largura e, nas falésias do lado leste, no máximo 19 metros de altura. Fica a cerca de 12 quilômetros da costa de Usedom e pertence administrativamente ao município de Kröslin, no continente. Na ilha, com sua impressionante costa íngreme, há um farol de 49 metros de altura com um dos faróis mais fortes do Báltico. Toda a ilha é uma reserva natural.
Foi formada durante a última era glacial, a glaciação Weichseliana, por vários depósitos glaciais da Escandinávia. No Oie, um total de três diferentes fases de deposição são evidentes, de modo que rochas originárias de diferentes partes da Escandinávia podem ser encontradas na ilha.

## História
Por volta de 1929, Johannes Winkler experimentou pequenos foguetes de LOX / metano  na ilha. A ilha foi um espaço militar restrito de 1936 a 1991, primeiro sob o controle da Alemanha Nazista e depois da República Democrática Alemã (Alemanha Oriental). Entre 1937 e 1945, vários foguetes foram lançados de Greifswalder Oie. Em uma operação designada Farol, Wernher von Braun supervisionou tentativas de lançar foguetes A3 em dezembro de 1937, cada uma das quais falhou. Entre 1938 e 1942, a ilha foi palco dos lançamentos de maior sucesso dos foguetes A5. Também vinte e oito foguetes A4/V2 foram lançados verticalmente de Greifswalder Oie entre 1943 e 1945. Esses lançamentos foram feitos para observar a reentrada dos foguetes na atmosfera.

## Condição atual
A partir dos anos 2000, a ilhota é uma reserva de aves marinhas desabitada, exceto por um único homem que trabalha no farol, administra o pequeno porto de iates de emergência (profundidade ca. 1,6 m / 6 pés) e cria objetos de arte ao ar livre que ele espalha ao longo de um caminho que circunda a ilha. Há um serviço de balsa pouco frequente de Peenemünde e Karlshagen.